# Радославов, Васил
Васил Христов Радосла́вов (болг. Васил Христов Радославов; 27 июля 1854, Ловеч, Османская империя — 21 октября 1929, Берлин, Германия) — болгарский политик, возглавлял Либеральную партию с 1887 по 1918 год. Два раза занимал должность премьер-министра Болгарии — в (1886—1887) и в течение Первой мировой войны (1913—1918).
Ориентировался на Австро-Венгрию, известен антироссийскими взглядами.
19 августа 1914 года, во время первого месяца Первой мировой войны, подписал в Софии от имени правительства Болгарии соглашение о военном альянсе с Турцией.

## Эмиграция и смерть
После заключения Солунского перемирия 29 сентября 1918 года Васил Радославов уехал в Германию. В 1923 году был заочно приговорён к пожизненному заключению за политику во время Первой мировой войны. Летом 1929 года был амнистирован, но умер в Берлине 21 октября того же года. 3 ноября был погребён с почестями на Центральном кладбище в Софии.